# Crater Hill (Ross-Insel)
Der Crater Hill (englisch für Kraterhügel) ist ein 300 m hoher Vulkankrater auf der Hut-Point-Halbinsel im Südwesten der antarktischen Ross-Insel. Er ragt 1,5 km nördlich des Observation Hill auf.
Entdeckt und deskriptiv benannt wurde er von Teilnehmern der Discovery-Expedition (1901–1904) unter der Leitung des britischen Polarforschers Robert Falcon Scott.